# Toughbook
Toughbook е регистрирана търговска марка, собственост на японската група Matsushita и предлагана на пазара под международната марка Panasonic. Toughbook e серия от подсилени лаптопи (на английски: Rugged computer), предназначени да издържат на определени външни въздействия като удари или пръски вода. Toughbooks са компютри, изцяло произведени в Япония в Кобе (с изключение на един, CF-52, произведен в Тайван), от проектирането през производството на повечето компоненти и до окончателното сглобяване. За разлика от повечето марки (Apple, HP, Acer и т.н.), които възлагат производството си на външни производители, Panasonic е една от последните фирми, които сглобяват своите компютри в Япония и единственият, който има свои собствени фабрики за производство на компоненти в Япония, които сглобяват и вграждат в компютър.
Трябва да се отбележи, че в Япония Toughbook се наричат само изцяло подсилените (на английски: rugged, fully-rugged) лаптопи (модели CF-NN, N е число). Полуподсилените (на английски: semi-rugged) лаптопи (модели CF-AN, като A е буква, а N - цифра) се продават там под марката „Let's note“.